# The Backyard
The Backyard je амерички филм из 1920. године у коме је глумио Оливер Харди.

## Улоге
- Џими Обри
- Оливер Харди
- Џек Екројд енгл. Jack Ackroyd
- Кетлин Мајерс енгл. Kathleen Myers
- Евелин Нелсон
- Џек Дафи енгл. Jack Duffy